# RKW-Gruppe
Die RKW-Gruppe ist ein Familienunternehmen mit Hauptsitz in Mannheim (Deutschland). Das Unternehmen bietet Produkte in den Bereichen Hygiene- und Agrarfolien, Folien für die Getränkeindustrie und Verpackungen für pulvrige Güter an. Weiterhin liefert das Unternehmen Folien und Vliesstoffe für Medizinanwendungen, für die chemische und weiterverarbeitende Industrie sowie für den Bausektor. Rund 2.800 Mitarbeitende arbeiten an weltweit 17 RKW-Standorten.

## Geschichte
Am 14. Dezember 1957 gründete Jakob Müller in Worms die Rheinische Kunststoffwerke GmbH. Ziel war es, sich auf die Entwicklung und Produktion von Polyethylenfolien zu konzentrieren und diese voranzutreiben, während die Schwestergesellschaft Renolit PVC-Folien entwickelt und produziert.

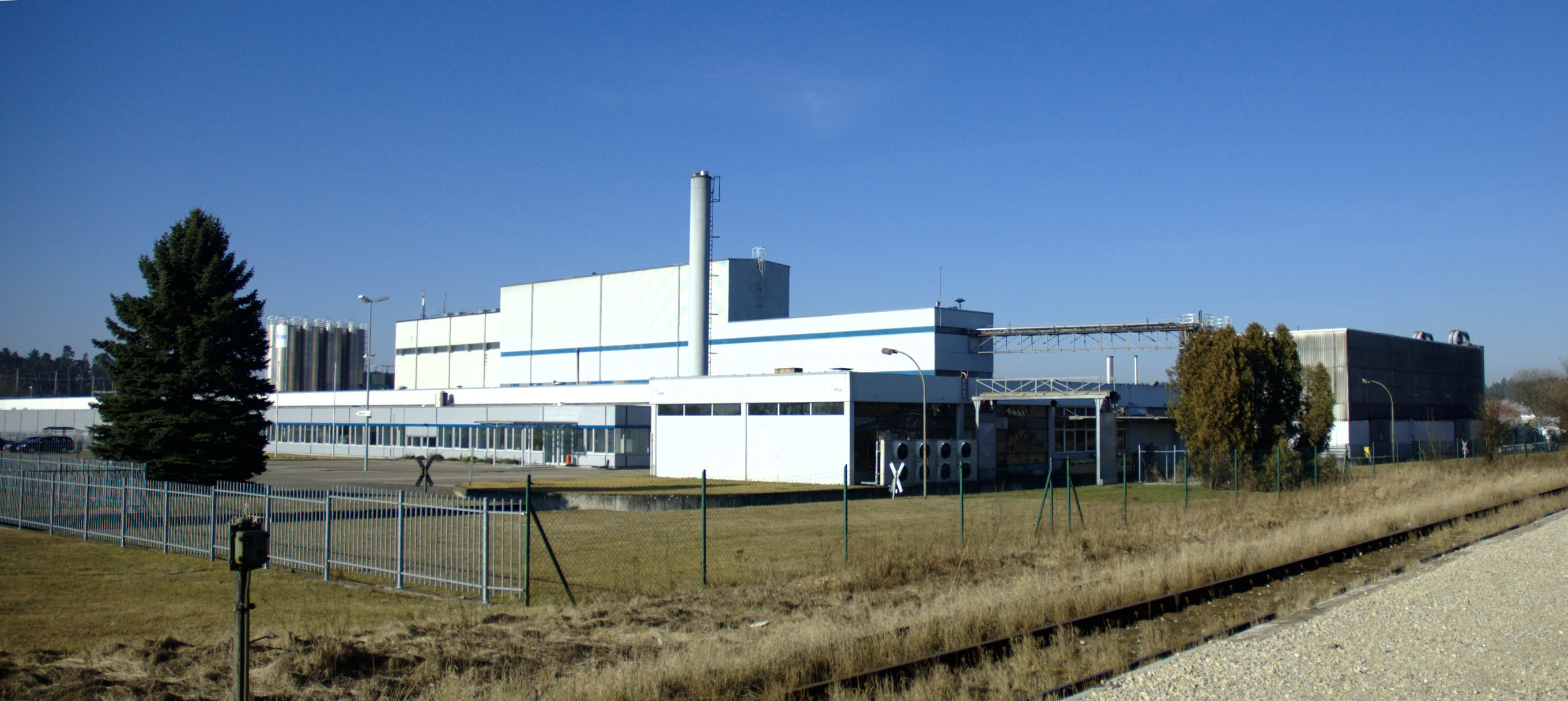
RKW Petersaurach

Bis Mitte der 1960er Jahre expandierte RKW mit den Standorten Petersaurach und Echte zunächst in den nord- und süddeutschen Raum. 1962 folgte mit der RKW Iter in Spanien der erste ausländische Standort. Ende der 1990er Jahre begann dann die Internationalisierung des Unternehmens.
1998 stieß die belgische ACE S.A. zum Firmenverbund und mit dieser Gesellschaft die erste ausländische RKW-Produktionsstätte für Hygienefolien und medizinische Anwendungen. Der Verkauf des Standorts erfolgte 2020. 1999 folgte RKW Sweden und damit die eigene Herstellung von Compounds und Filled Polyolefins. Neben der Akquisition weiterer Produktionsstätten in Frankreich und Finnland sowie eines Vertriebsstandorts in den USA übernahm die RKW 2002 vier Standorte der ehemaligen BP Chemicals PlasTec GmbH.
Seit 2004 zählt die RKW-Tochtergesellschaft in Vietnam zur Unternehmensgruppe. 2011 folgte mit der Übernahme des US-Folienherstellers Danafilms ein weiterer Schritt in Nordamerika, 2015 war die Einweihung des ersten Standortes in China.
Ein weiterer Schwerpunkt der jüngeren Vergangenheit bildete der Ausbau der internationalen Präsenz im Bereich der Agrarfolien. 2014 übernahm RKW die Hyplast NV im belgischen Hoogstraten. Zwei Jahre später investierte die Unternehmensgruppe einen Millionenbetrag in den Produktbereich und nahm an den Standorten Hoogstraten und Michelstadt neue Anlagen in Betrieb. 2022 wurde in neue Extrusionsanlagen und Technologien am Standort Petersaurach investiert. Im Januar 2023 wurde am RKW Standort in Echte die neueste Druckanlage in Betrieb genommen.
Im Jahr 2019 wurde das Unternehmen im Zuge einer Neuordnung der Gesellschafterstruktur von der Renolit SE getrennt. Die Gesellschaft ist im Besitz der Gründerfamilie.

## Produkte
Die RKW-Gruppe verarbeitet 300.000 Tonnen Polypropylen und Polyethylen im Jahr. Daraus entstehen Folien und Vliesstoffe, die zu verschiedenen Produkten weiterverarbeitet werden. Schwerpunkte sind Hygieneprodukte, Verpackungen für Konsumgüter, insbesondere Getränke- und Industrieverpackungen, Beutel und Tragtaschen sowie hochtechnische Folienprodukte, die industriell weiterverarbeitet werden sowie  Folien und Netze für den Einsatz in der Landwirtschaft und im Baubereich.